# Berbice Oriental–Corentine
Berbice Oriental–Corentine (em inglês: East Berbice–Corentyne), região 6, é uma região da Guiana/Suriname, que cobre todo o leste do país. A região é banhada pelo Oceano Atlântico ao norte e faz fronteira com o Suriname a leste na qual encontra-se a região de tigri objeto de disputa entre os países, Brasil ao sul e com as regiões de Mahaica–Berbice, Alto Demerara–Berbice, Potaro–Siparuni e Alto Tacutu–Alto Essequibo a oeste.
As principais cidades da região são: Nova Amsterdão, Corriverton, Mara e Rose Hall. 
O rio Corentine forma toda a fronteira leste com o Suriname.